# Ойрисюрт
Ойрисю́рт (чув. Уйриçурт) — деревня в Красноармейском районе Чувашской Республики.

## География
Находится в северной части Чувашии, на расстоянии приблизительно 13 км на северо-запад по прямой от районного центра села Красноармейское.

## История
Известна с 1858 года как околоток деревни Вторая Байрашева (ныне Ыхракасы) с 13 дворами и 81 жителем. В 1906 году было учтено 30 дворов, 100 жителей, в 1926 — 27 дворов, 121 житель, в 1939—129 жителей, в 1979 — 81. В 2002 году было 21 двор, в 2010 — 20 домохозяйств. В период коллективизации был образован колхоз «Ленин», в 2010 году действовало СХПК «Рассвет». До 2021 года входила в состав Пикшикского сельского поселения до его упразднения.

## Население
Постоянное население составляло 58 человек (чуваши 86 %) в 2002 году, 48 в 2010.